# Karlstetten
Karlstetten là một thị xã thuộc huyện Sankt Pölten-Land trong bang Niederösterreich.

## Weblinks
- Karlstetten
- Statistik Austria